# Chernobyl Diaries
Chernobyl Diaries (titulada: Terror en Chernóbil en México, Atrapados en Chernóbil en España y Terror en Chernobyl en Argentina, Perú, Colombia, Uruguay, Paraguay y Chile) es una película de terror estadounidense dirigida por Bradley Parker y protagonizada por Jesse McCartney, Jonathan Sadowski, Devin Kelley, Olivia Taylor Dudley, Nathan Phillips, Ingrid Bolsø Berdal y Dimitri Diatchenko. Fue estrenada en Estados Unidos, Canadá y Bulgaria el 25 de mayo de 2012.

## Resumen
Un grupo de jóvenes, Chris (Jesse McCartney), su novia Natalie (Olivia Taylor Dudley) y la amiga de ambos, Amanda (Devin Kelley), están de viaje por Europa. Se detienen en Kiev, Ucrania, para visitar al hermano mayor de Chris, Paul (Jonathan Sadowski), antes de continuar a Moscú, donde Chris pretende pedirle matrimonio a Natalie. Después de una noche en Kiev, Paul sugiere que hagan un tour extremo en la ciudad fantasma de Prípiat, abandonada en 1986 después del desastre nuclear que afectó a la central de Chernóbil. A ellos se les unen los mochileros Zoe (Ingrid Bolsø Berdal) y Michael (Nathan Phillips).
Inicialmente, los militares ucranianos prohíben el paso del grupo a la ciudad, pero su guía turístico, Yuri (Dimitri Diatchenko), los hace ingresar a través de una entrada abandonada en el bosque. El grupo pasa unas horas explorando el abandonado lugar, el cual albergó a los trabajadores de Chernóbil y sus familias antes de que debieran marcharse. Cuando Yuri los lleva a un edificio de apartamentos, se oye un ruido. Al investigar, un oso aparece desde una habitación contigua y huyen. Emocionados y aterrorizados, los jóvenes se disponen a abandonar el edificio y se suben a la furgoneta en la que llegaron. Ya a salvo, Yuri les asegura que ha visitado Chernóbil durante los últimos cinco años y siempre ha visto perros o lobos, pero jamás un oso.
Mientras el grupo se alista para marcharse, Yuri descubre que los cables de su furgón han sido cortados e intenta pedir ayuda por radiotransmisor, sin éxito. Una vez que cae la noche, el grupo comienza a discutir y a culparse unos a otros. De pronto, se escuchan ruidos fuera del vehículo y Yuri sale con una linterna y una pistola acompañado por Chris. Minutos más tarde, desde el vehículo se oyen disparos, y Paul corre a investigar. Pero solo regresa con Chris, cuya pierna ha sido severamente mutilada, aparentemente, por perros mutantes que también atacan la furgoneta.
A la mañana siguiente, Paul, Michael y Amanda salen del vehículo en busca de Yuri, quien, de acuerdo a Chris, fue raptado por «ellos». Siguiendo una huella de sangre, los tres descubren a Yuri mutilado en el subterráneo de un edificio. Toman su arma y su contador Geiger —un instrumento para medir la radiación— y logran escapar de un grupo de criaturas que les atacan. Regresan al furgón planificando una caminata hacia la salida más cercana, pero Chris no puede mover su pierna, por lo que él y Natalie se quedan en el vehículo mientras los otros salen a buscar ayuda.
El grupo pasa por unos automóviles abandonados en un estacionamiento y hallan un microbús con agujeros de balas de adentro hacia afuera. En el bus también descubren pistolas quebradas y un trozo de uniforme de guardia ensangrentado. Michael encuentra cables para reparar el furgón, así que deciden regresar al vehículo. Después de ser perseguidos por perros mutantes, llegan al vehículo al anochecer, pero lo encuentran volcado y destruido. La cámara de video de Natalie revela más tarde que ella y Chris fueron raptados por los mutantes.
Los jóvenes comienzan a buscarlos, pero solo encuentran a una traumatizada Natalie. Ella es raptada nuevamente por los mutantes cuando el grupo se distrae. Paul, Michael, Amanda y Zoe intentan hallarla pero mientras la buscan una horda de mutantes los ahuyenta. Corren hacia un refugio de polvillo radiactivo, pero Michael es capturado. Los tres continúan, encontrando el anillo de compromiso de Chris para Natalie, pero sin rastros de Chris. Mientras son perseguidos, Zoe también es atrapada.

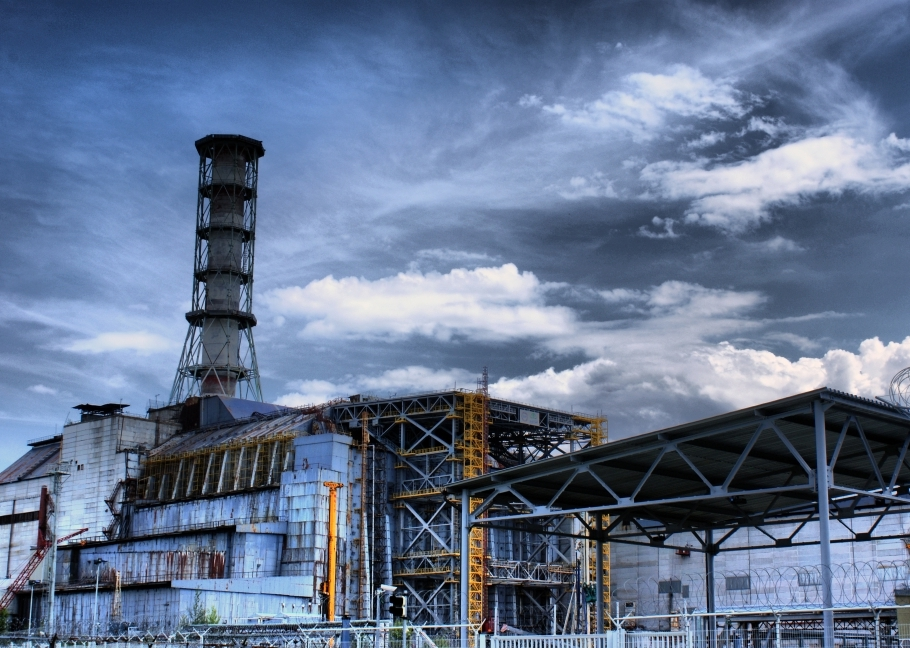
La central nuclear de Chernóbil en el año 2009.

Después de enfrentarse a las criaturas, Paul y Amanda siguen en el refugio, el cual acaba en el propio reactor de Chernóbil. Mientras recorren el reactor, hallan a Natalie muerta, aparentemente por la radiación. Continúan su camino, pero la radiactividad también les afecta y su piel comienza a ampollarse. Logran salir del reactor, siendo detenidos por los militares ucranianos. Cegado por la radiactividad, Paul es abatido a muerte cuando se acerca a los soldados. Producto de su desesperación, Amanda se desmaya a su lado y despierta después en una camilla rodeada por médicos protegidos con trajes especiales, quienes le informan que está en un hospital. Los doctores conversan entre sí y revelan que Amanda es la única superviviente y que las «criaturas» son en realidad pacientes de ese recinto que se fugaron. Finalmente, los médicos consideran que Amanda, al saber de la existencia de los pacientes, no debe salir del hospital, así que la encierran en una habitación oscura y aislada con un grupo de mutantes que la atacan.

## Reparto
- Jonathan Sadowski como Paul.
- Devin Kelley como Amanda.
- Olivia Taylor Dudley como Natalie.
- Jesse McCartney como Chris.
- Ingrid Bolsø Berdal como Zoe.
- Nathan Phillips como Michael.
- Dimitri Diatchenko como Yuri.

## Producción
Chernobyl Diaries está basada en la historia The Diary of Lawson Oxford, original de Oren Peli. Además es el debut del director Bradley Parker, quien anteriormente se desempeñaba como asistente de dirección y supervisor de efectos especiales.

## Recepción
Antes de su estreno, los Centros de Amigos de Chernobyl en Estados Unidos afirmaron que la historia de la película era insensata para aquellos que murieron o resultaron heridos durante el desastre y que sensacionalizaba eventos que tuvieron trágicas consecuencias humanas. En respuesta, el productor Oren Peli aseguró que su filme había sido hecho con el mayor respeto hacia las víctimas y que la fundación israelí Niños de Chernobyl, perteneciente a la organización Jabad-Lubavitch, le había enviado una carta expresándole su admiración por su trabajo.
Aunque la película no fue exhibida para los críticos, recibió opiniones negativas. Con un 21% de aprobación en el sitio web Rotten Tomatoes, basándose en setenta y cinco votos, el consenso es que, a pesar de su interesante premisa y espeluznante atmósfera, carece de suspense y originalidad. En la página Spill.com se reconoce el intento de los realizadores por crear un ambiente escalofriante, pero se critican los numerosos clichés, lo unidimensional de los personajes y el bajo nivel de los efectos visuales. Mark Olsen, especialista de Los Angeles Times, dijo: «La carencia de suspense y sorpresa en esta desalentadora película se convierte en su propia forma de contaminación». Entre las críticas positivas más notables está la de Frank Scheck, de The Hollywood Reporter, quien afirmó: «Una básica película de monstruos que se beneficia mucho de su escenario único, Chernobyl Diaries demuestra otra vez la habilidad de Oren Peli para arrebatar sustos con mínimos niveles de producción y una premisa inteligente».